# رودل أوبريجا
رودل أوبريجا (بالرومانية: Rudel Obreja)‏ (مواليد 6 أغسطس 1965) هو ملاكم روماني، مثّل بلاده في الألعاب الأولمبية الصيفية 1984.

## روابط خارجية
- رودل أوبريجا على موقع بوكس ريك (الإنجليزية) (registration required)
- رودل أوبريجا على موقع أوليمبيديا (الإنجليزية)